# Нюрнбергский процесс по делу об айнзацгруппах

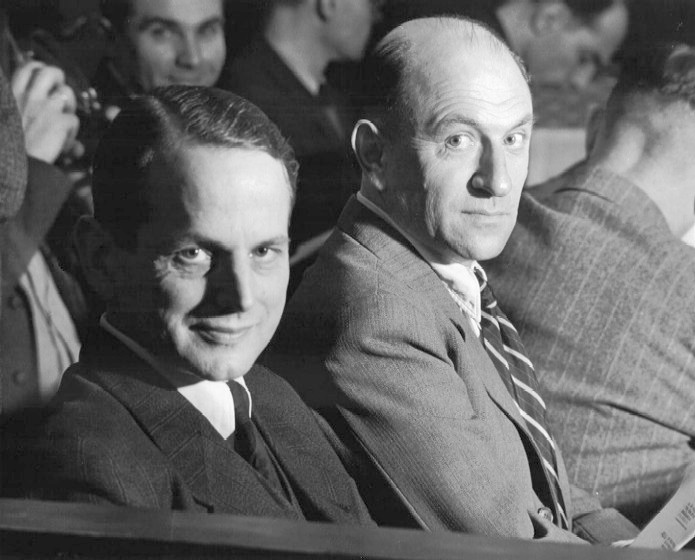
Подсудимые Отто Олендорф и Хайнц Йост во время процесса

Нюрнбергский процесс по делу об айнзацгруппах (США против Отто Олендорфа) — девятый из двенадцати последующих Нюрнбергских процессов над немецкими преступниками, проведённых по инициативе США в Нюрнберге. Проходил с 29 сентября 1947 года по 10 апреля 1948 года.

## Айнзацгруппы полиции безопасности и СД
Айнзацгруппы — специальные подразделения СС и СД, созданные для уничтожения евреев, партизан, лиц, недовольных немецким режимом на оккупированных территориях. В период с 1941 по 1943 год айнзацгруппы уничтожили более миллиона евреев, несколько десятков тысяч партизан, цыган, политработников, пациентов психиатрических клиник, а также лиц, заподозренных в антинемецкой деятельности.

## Судьи
Судьями на процессе выступили Майкл Масманно, Джон Спейт и Ричард Диксон. Сторону обвинения представляли Телфорд Тейлор и Бенджамин Ференц.

## Обвинения
Против подсудимых, бывших офицеров айнзацгрупп, были выдвинуты следующие пункты обвинения:
1. Преступления против человечества. Преследования и убийства людей по политическим, национальным, религиозным и другим мотивам. Геноцид населения оккупированных территорий.
2. Военные преступления. Убийство мирного населения и уничтожение населённых пунктов, культурных объектов, несоблюдение международных соглашений в отношении военнопленных.
3. Участие в организациях, признанных преступными решением Нюрнбергского трибунала (СС,СД).

Каждому из 24 обвиняемых было предъявлено обвинение по всем трём пунктам, за период с мая 1941 по июль 1943 года. Все обвиняемые отказались признать себя виновными. Защита утверждала, что они действовали легально в качестве солдат и просто исполняли приказы.

## Список подсудимых
1. Отто Олендорф. Группенфюрер СС, командир айнзацгруппы D
2. Хайнц Йост. Бригадефюрер СС, командир айнзацгруппы А
3. Эрих Науман. Бригадефюрер СС, командир айнзацгруппы В
4. Отто Раш. Бригадефюрер СС, командир айнзацгруппы С
5. Эрвин Шульц. Бригадефюрер СС, командир айнзацкомманды 5 айнзацгруппы С
6. Франц Зикс. Бригадефюрер СС, командир зондеркоманды 7с айнзацгруппы В
7. Пауль Блобель. Штандартенфюрер СС, командир зондеркоманды 4а айнзацгруппы С
8. Вальтер Блюме. Штандартенфюрер СС, командир зондеркоманды 7а айнзацгруппы В
9. Мартин Зандбергер. Штандартенфюрер СС, командир зондеркоманды 1а айнзацгруппы А
10. Вилли Зайберт. Штандартенфюрер СС, заместитель командира айнзацгруппы D
11. Ойген Штаймле. Штандартенфюрер СС, командир зондеркоманды 7а айнзацгруппы В, зондеркоманды 4а айнзацгруппы С
12. Эрнст Биберштейн. Оберштурмбаннфюрер СС, командир айнзацкоманды 6 айнзацгруппы С
13. Вернер Брауне. Оберштурмбаннфюрер СС, командир зондеркоманды 11b айнзацгруппы D
14. Вальтер Хенш. Оберштурмбаннфюрер СС, командир зондеркоманды 4b айнзацгруппы С
15. Густав Адольф Носске. Оберштурмбаннфюрер СС, командир айнзацкоманды 12 айнзацгруппы D
16. Адольф Отт. Оберштурмбаннфюрер СС, командир зондеркоманды 7b айнзацгруппы В
17. Эдуард Штраух. Оберштурмбаннфюрер СС, командир айнзацкоманды 2 айнзацгруппы А
18. Эмиль Хаусман. Штурмбаннфюрер СС, офицер айнзацкоманды 12 айнзацгруппы D
19. Вальдемар Клингельхёфер. Штурмбаннфюрер СС, офицер зондеркоманды 7с айнзацгруппы В
20. Лотар Фендлер. Штурмбаннфюрер СС, начальник управления III зондеркоманды 4b айнзацгруппы С
21. Вальдемар фон Радецки. Штурмбаннфюрер СС, офицер зондеркоманды 4а айнзацгруппы С
22. Феликс Рюль. Гауптштурмфюрер СС, офицер зондеркоманды 10b айнзацгруппы D
23. Гейнц Шуберт. Оберштурмфюрер СС, адъютант командира айнзацгруппы D
24. Матиас Граф[нем.]. Унтерштурмфюрер СС, офицер айнзацкоманды 6 айнзацгруппы D

## Приговор
Решением трибунала к смертной казни через повешение были приговорены: Олендорф, Науман, Блобель, Блюме, Зайберт, Штаймле, Биберштейн, Брауне, Хенш, Отт, Клингельхёфер, Шуберт, Штраух, Зандбергер. Однако 10 смертных приговоров было позже заменено тюремным заключением.
- К пожизненному заключению: Йост, Носске.
- К 20 годам: Шульц, Зикс, фон Радецки.
- К 10 годам: Рюль, Фендлер.

Дело Отто Раша было закрыто из-за слабого здоровья подсудимого, Хаусман покончил жизнь самоубийством до вынесения приговора.